# Sclerodisca
Sclerodisca là một chi bướm đêm thuộc phân họ Tortricinae của họ Tortricidae.

## Các loài
- Sclerodisca hemiprasina (Diakonoff, 1952)
- Sclerodisca papuana Razowski, 1964